# Emmanuel d’Harcourt
Emmanuel d’Harcourt ps. „Amédée d'Ollonde” (ur. 19 listopada 1914 w Thaumiers, zm. 30 lipca 1985 w Gonfreville-l’Orcher) – francuski wojskowy i dyplomata.

## Życiorys
Urodził się w rodzinie o tradycjach arystokratycznych. Jego ojcem był francuski generał i generalny inspektor lotnictwa. Ukończył studia prawnicze, następnie rozpoczął naukę w Ecole des Sciences politiques w Paryżu, którą ukończył w 1936 roku. Następnie odbył zasadniczą służbę wojskową jako oficer rezerwy w kawalerii.
W 1939 roku został zmobilizowany jako podporucznik rezerwy w 18 Pułku Dragonów. W 1940 roku został awansowany do stopnia porucznika. 23 maja 1940 roku, podczas kampanii francuskiej, został poważnie ranny w wyniku wybuchu bomby w Neuville-Saint-Vaast. W wyniku odniesionych obrażeń musiał mieć amputowaną nogę. 31 maja 1940 roku został ewakuowany z Dunkierki do Wielkiej Brytanii. Po kilku miesiącach leczenia dołączył do Wolnych Francuzów, przyjmując pseudonim „Amédée d'Ollonde”, został następnie mianowany zastępcą szefa departamentu ds. stosunków zagranicznych.
29 stycznia 1941 roku został wraz z Georgesem Thierrym d’Argenlieu, Félixem Éboué, Edmondem Popieulem i Henrym Bouquillardem jedną z pierwszych osób odznaczonych Orderem Wyzwolenia, został także członkiem pierwszej kapituły orderu. W marcu 1942 roku został szefem biura w Komisji Spraw Zagranicznych. W sierpniu 1942 roku został wysłany do Francji, wylądował w rejonie Narbony, a następnie nawiązał kontakt z francuskimi osobistościami, m.in. z Paulem Claudelem, Pierre Dunoyerem de Segonzac i swoim ojcem, generałem d’Harcourt. W lutym 1943 roku przekroczył granicę francusko–hiszpańską, wkrótce potem został aresztowany i osadzony w areszcie w Barcelonie. 10 czerwca 1943 roku został zwolniony, a 8 dni później powrócił do Londynu.
Od 1943 roku pracował w sekretariacie Francuskiego Komitetu Wyzwolenia Narodowego, w czerwcu 1944 roku był członkiem delegacji Komitetu w Kanadzie. Od 1944 roku pracował w ambasadzie Francji w Ottawie. W 1948 roku został zastępcą sekretarza generalnego Stałej Komisji Traktatu Brukselskiego w Londynie. Od 1950 roku był radcą francuskiej ambasady w Kopenhadze, a od 1952 roku w Pradze. Od 1954 roku pracował we francuskim Ministerstwie Spraw Zagranicznych w Paryżu, a w 1958 roku został pierwszym radcą w ambasadzie Francji w Warszawie. Od 1963 roku był radcą-ministrem ambasady Francji w Rzymie. W 1969 roku został mianowany ambasadorem Francji w Irlandii, a od 1975 roku był ambasadorem Francji w Czechosłowacji. W 1979 roku przeszedł na emeryturę.
Zmarł 30 lipca 1985 roku w Gonfreville-l’Orcher, został pochowany w Mailleraye-sur-Seine.

## Odznaczenia
Został odznaczony następującymi odznaczeniami:
- Komandor Legii Honorowej
- Order Wyzwolenia (1941)
- Krzyż Wielki Orderu Narodowego Zasługi
- Krzyż Wojenny 1939–1945
- Medal Ruchu Oporu z Rozetą